# Dracula vampira
Dracula vampira, česky někdy nazývaná „upíří orchidej“, je epifytická orchidej pocházející z Ekvádoru, kde je endemitem. Rodové jméno Dracula znamená „malý drak“, nemá tedy souvislost s literárním hrabětem Drákulou.

## Popis
Trsnatá bylina s vícero stonky, každý z nich je obalen vzpřímenými zelenými listy, které dosahují délky 15–28 cm. Nemá zásobní pahlízy. Nápadné květy vyrůstají maximálně po 6 v převisajících květenstvích. Tři vnější okvětní plátky jsou veliké, okrouhlé a na koncích protažené v až 11 cm dlouhé cípy; jejich světle zelená barva je hustě protkána tmavě fialovými až černými žilkami. Vnitřní okvětní plátky jsou drobné, nenápadné, bílé, pysk je taktéž bílý, s růžovými žilkami. Květy jsou opylovány muškami bedlobytkami, které lákají pachem napodobujícím vůni hub, jimiž se tyto mušky normálně živí.

## Ekologie a rozšíření
Úzce endemický druh, vyskytující se pouze na svazích hory Pichincha v Ekvádoru, kde roste poměrně hojně v mlžných lesích v nadmořské výšce mezi 1800–2200 m. Jako epifyt neroste v půdě, ale uchycuje se na mechem pokrytých stromech, v rozsochách větví a podobně. Jako zranitelný druh je zařazen do úmluvy CITES, hlavní hrozbou je kromě možné ztráty biotopu především nelegální sběr rostlin ve volné přírodě.

## Pěstování
Vzhledem k dramaticky působícím, atraktivním květům patří k oblíbeným rostlinám pro kultivaci. Vyžadují přistínění, vysokou vzdušnou vlhkost a nižší teploty (ideálně v rozmezí 12–18 °C, například ve studeném skleníku). Pěstují se v košíčkách vyplněných kůrou, nastříhanými větvičkami apod. a obložených mechem. Rostlina je vyhledávána sběrateli.